# Elektrownia jądrowa Grohnde
Elektrownia jądrowa Grohnde (niem. Kernkraftwerk Grohnde) – elektrownia jądrowa zlokalizowana w miejscowości Grohnde w powiecie Hameln-Pyrmont w kraju związkowym Dolna Saksonia nad Wezerą. 

## Historia
W 1973 roku został złożony wniosek o pozwolenie na budowę elektrowni jądrowej w Grohnde. Spowodowało to liczne protesty przeciwników projektu, w których uczestniczyło do 15 tys. osób. W 1975 roku została założona spółka Gemeinschaftskernkraftwerk Grohnde GmbH należąca w 50% do Gemeinschaftskraftwerk Weser GmbH, a w 50% do PreussenElektra. W tym samym roku rozpoczęto budowę elektrowni. 1 września 1984 roku reaktor po raz pierwszy osiągnął stan krytyczny, a 5 września dostarczył po raz pierwszy energię elektryczną do sieci. 1 lutego 1985 elektrownia została oficjalnie odebrana. W 1990 roku reaktor został rozbudowany, tym samym moc elektryczna brutto wzrosła do 1395 MW, a w lutym 1995 roku, po przebudowie turbiny i zwiększeniu jej sprawności, ponownie została podniesiona do poziomu 1430 MW. W latach: 1985, 1986, 1987, 1989, 1990, 1995, 1997 i 1998 blok elektrowni Grohnde zajął 1. miejsce na świecie wśród wszystkich reaktorów jądrowych pod względem wyprodukowanej energii elektrycznej. 
W 2000 roku doszło do fuzji, w wyniku której operator PreussenElektra stał się częścią koncernu E.ON. W 2003 roku spółka E.ON Energie przejęła 83,3% udziałów w przedsiębiorstwie operującym elektrownią, a pozostałe 16,7% udziałów przejęła spółka Stadtwerke Bielefeld. Od 2016 spółka odpowiedzialna za energetykę jądrową w koncernie E.ON zmieniła nazwę na PreussenElektra GmbH. 
W lutym 2021 roku całkowita ilość energii elektrycznej wyprodukowanej przez elektrownię Grohnde przekroczyła 400 TWh. Do tej pory (2022) żadna inna elektrownia jądrowa na świecie nie wyprodukowała większej ilości. 31 grudnia 2021 roku elektrownia została wyłączona z użycia.

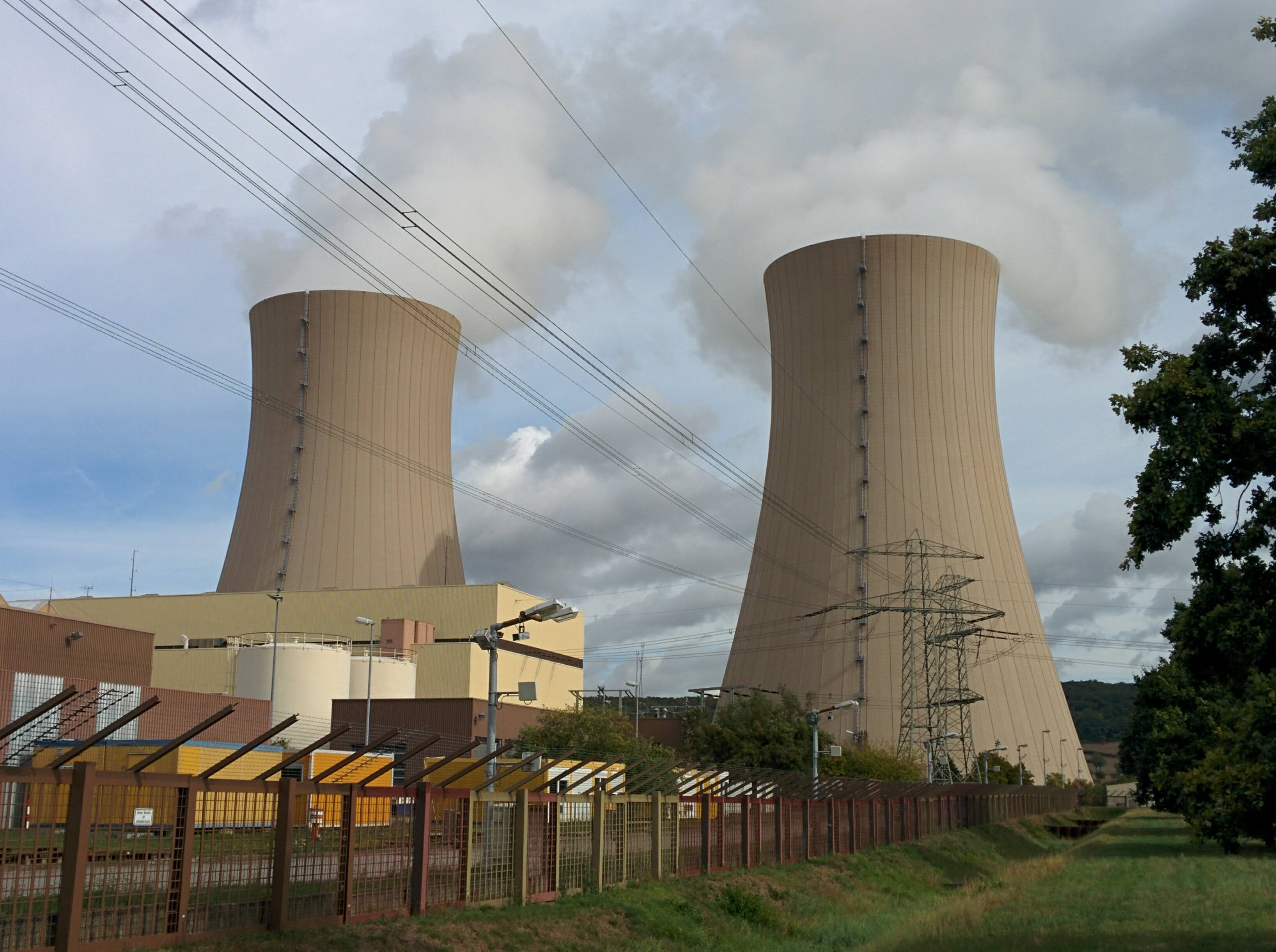
Blok elektrowni jądrowej (2018)
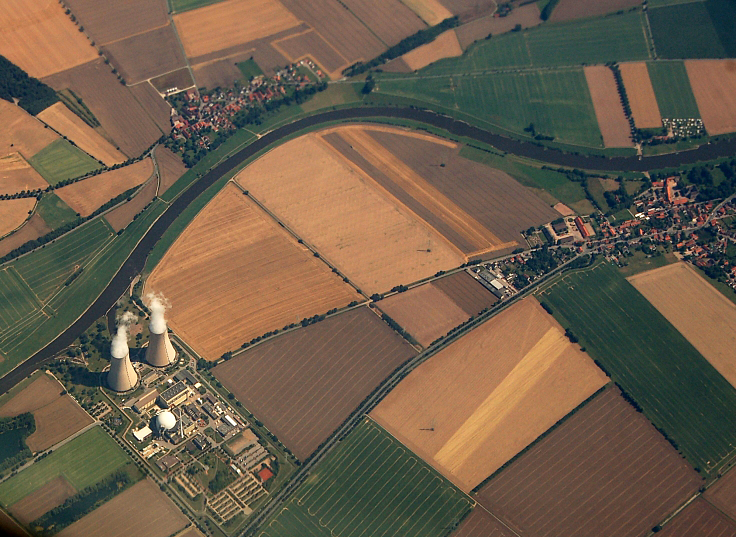
Widok na kompleks z lotu ptaka

## Dane techniczne
- Liczba reaktorów: 1
- Typ reaktora: wodny ciśnieniowy (PWR)
- Moc elektryczna: 
  - netto: 1360 MW
  - brutto: 1430 MW
  - termiczna: 3900 MW
- Paliwo: Tlenek uranu(IV), MOX

Źródła: .